# Yves Guillou
Pour les articles homonymes, voir Guillou.
Yves Guillou, né le 16 décembre 1880 à Bourbriac (Côtes-du-Nord) et mort le 26 février 1963 à Caen, est un homme politique français. Il fut maire de Caen après guerre et un des maitres d'œuvre de la reconstruction de la ville détruite pendant la bataille de Normandie.

## Biographie
Ingénieur des ponts et chaussées originaire de Côtes-du-Nord, il s'installe à Caen en 1924 comme entrepreneur de travaux publics, après avoir participé aux chantiers de reconstruction de l'est de la France, touché par la Première Guerre mondiale.
Il est élu au conseil municipal de Caen en 1929 et devient l'adjoint chargé des travaux publics d'André Detolle. À ce poste, il engage la rénovation de la ville à travers les travaux d'assainissement, la modernisation des rues, et la mise en place de lampadaires électriques, qui augmente la pression fiscale de la cité. Surnommé de ce fait « Guillou le Conquérant », il est battu aux élections de 1935. Refusant de travailler avec l'armée allemande sous l'Occupation, il est arrêté par la Gestapo ; il échappe à l'exécution des prisonniers politiques de la prison de Caen en étant libéré quelques jours avant par l'intervention du médecin-chef de la Feldkommandantur.
À la Libération, appelé par le préfet Pierre Daure au sein de la délégation spéciale, il en réclame la présidence et s'oppose à ce que des membres de la municipalité collaborationniste démise y siège, conditions qu'il obtient le 11 septembre 1944. La délégation gère l'urgence, celle de déblayer les 2,2 millions de mètres cubes de débris et gravats sur 120 hectares, et de donner un toit à chacun. Alors qu'il n'arrive qu'en sixième place aux élections municipales de mai 1945, derrière le docteur Raymond Villey et l'abbé Louvel, Yves Guillou est élu maire avec 27 voix sur 32 grâce à sa position centriste rassembleuse. Il rejoint les rangs du RPF en 1947.
Pour obtenir la réparation intégrale des dommages de guerre aux sinistrés et le maximum de crédits pour la reconstruction, Yves Guillou se fait élire en mai 1945 Président de la Commission permanente des communes sinistrées, puis Vice-président de l'Association des maires de France. Il sera un des promoteurs de la loi du 28 octobre 1946 sur la réparation des dommages de guerre.
Dans une ville ravagée par la bataille de Caen, à la population décimée et où 13 000 des 15 000 logements sont détruits ou endommagés, il gère la pénurie du quotidien, et rebâtit la cité. Avec Pierre Daure, qui en deviendra en 1948 le recteur, il rouvre l'université de Caen dès octobre 1944 dans les bâtiments de l'École normale, pour éviter un transfert des facultés vers celle de Rouen.
Il prend également en main la reconstruction de Caen qu'il juge trop lente. Il choisit l'urbaniste en chef Marc Brillaud de Laujardière, avec qui il travaille à un centre moderne dont le château est mis en valeur, une ville plus aérée et ensoleillée par l'élargissement des rues existantes, un urbanisme organisé autour de deux artères, la rue Saint-Jean et l'avenue du Six Juin.
Lors de la visite Vincent Auriol le 5 juin 1948, il présente au président de la République un projet approuvé par le conseil municipal en juin 1945, d'un mémorial de la Victoire dans le château de Caen. L'idée est reprise par Jean-Marie Girault lors de son accession à la mairie à travers le Mémorial de la Paix. Face au refus du projet de nouvelle mairie de Brillaud de Laujardière par le comité des architectes du Calvados, Yves Guillou propose d'installer l'administration municipale dans l'ancien lycée, l'abbaye aux Hommes, déménagement effectif le 23 décembre.
Caen intègre à son territoire le quartier de la Guérinière en 1951 et la commune de Venoix en mai 1952 ; il impose alors une élection partielle, où l'abstention atteint 40 %, qu'il gagne en battant les candidats de la gauche. Un an plus tard, lors des élections du 26 avril 1953, il est réélu face aux trois listes socialiste, communiste et de l'Union familiale et ouvrière, emportant à 63 % des suffrages, 25 des 36 sièges municipaux. À cette occasion, il quitte le mouvement gaulliste pour le CNI.
Mais, victime d'une congestion cérébrale lors du lancement des travaux de l'église Saint-Gerbold de Venoix en mars 1957, il laisse le pouvoir à son adjoint, le gaulliste Henri-François Buot, sans démissionner. Aux élections de 1959, son fauteuil va au MRP Jean-Marie Louvel, conseiller depuis 1953 et maire de facto selon Jean-Paul Brunet depuis la vacance de Guillou.

## Hommages
Premier maire de la reconstruction de Caen, Yves Guillou est à l'origine, entre autres, de l'ancien boulevard de la Prairie, rebaptisé boulevard Yves-Guillou le 22 mars 1963.